# Пасьма (приток Нельши)
Пасьма — река в России, протекает по Костромской области. Правый приток Нельши.

## География
Река Пасьма течёт по территории Парфеньевского и Нейского районов. На реке расположены деревни Малая Пасьма и Большая Пасьма. Устье реки находится в 86 км по правому берегу реки Нельша. Длина реки составляет 22 км, площадь водосборного бассейна — 88,2 км².

## Данные водного реестра
По данным государственного водного реестра России относится к Верхневолжскому бассейновому округу, водохозяйственный участок реки — Унжа от истока и до устья, речной подбассейн реки — Бассей притоков Волги ниже Рыбинского водохранилища до впадения Оки. Речной бассейн реки — (Верхняя) Волга до Куйбышевского водохранилища (без бассейна Оки).
Код объекта в государственном водном реестре — 08010300312110000016386.